# 呋拉茶碱
呋拉茶碱是一种含氮有机化合物，分子式C12H12N4O3，可看作甲基茶碱的衍生物，能作为CYP1A2的酶抑制剂。